# Somadasys
Somadasys is een geslacht van vlinders van de familie spinners (Lasiocampidae).

## Soorten
- S. brevivenis (Butler, 1885)
- S. catacoides (Strand, 1915)
- S. daisensis (Matsumura, 1927)
- S. kibunensis (Matsumura, 1927)
- S. lunatus De Lajonquière, 1973
- S. takamukui (Matsumura, 1927)